# Императоры иллюзий
«Императоры иллюзий» — роман российского писателя-фантаста Сергея Лукьяненко, вторая часть цикла о профессиональном телохранителе Кее Даче. Роман был написан в 1995 году и впервые опубликован издательством «Локид» в 1996 году в серии «Современная российская фантастика». Вместе с романом «Линия грёз» и повестью «Тени снов» входит в цикл «Линия грёз».
Действие происходит во вселенной по мотивам стратегии «Master of Orion». Кей Дач ищет способ предотвратить распространение Линии грёз, чтобы предотвратить уход лучшей части человечества в иные миры. После неудачной атаки на разум императора за Кеем начинается охота, в ходе которой он находит человека, прошедшего Линией грёз в этот мир. Продажи Линии грёз всё-таки начинаются, но не приводят к ожидаемой катастрофе.
В 1997 году роман вместе с первым романом цикла «Линия грёз» номинировался на премии «Интерпресскон» и «Бронзовая Улитка» в номинации «Крупная форма».

## Сюжет
Профессиональный телохранитель Кей Дач ищет способ предотвратить распространение Линии грёз, так как считает, что это приведёт к уходу лучшей части человечества в иные миры. Кей рассуждает о том, кто же прошёл Линией грёз в наш мир, и приходит к выводу, что это император Грей. Также Кей полагает, что Кертис Ван Кертис начал внедрение Линии грёз, чтобы отомстить Грею, значит, смерть Грея остановит Кертиса. Но Кей понимает, что физически уничтожить человека, имеющего аТан, невозможно. Поэтому он приходит к решению свести императора с ума. Однако на последнем этапе психоломка сорвалась: император на самом деле не проходил Линией грёз.
За покушение на императора на поиски Кея Дача отправляется флот Карла Лемака, вместе с которым следуют Артур Кертис и Вячеслав Шегал из императорской спецгруппы «Щит». Кертис Ван Кертис анонсирует «Линию грёз», после чего осознавший опасность император решает устранить Кертиса. Шегал договаривается с Артуром, что после Кертиса тот возглавит аТан и остановит Линию грёз. Флоту Лемака удаётся перехватить Кея и Томми по пути на Грааль. Шегал тайно беседует с Кеем, после чего тот понимает, что в действительности этот мир является мечтой Шегала, а не императора Грея. Артур освобождает Кея и Томми, а также вынуждает Лемака направить флот на Грааль. Артура убивают, но Кею с Томми всё же удаётся добраться до Грааля.
В это время корпорация «аТан» начинает распространять Линию грёз. Но вскоре стало ясно, что она не представляла угрозу для империи, так как через неё уходили очень немногие, в основном, неудачники. Узнав о Линии грёз, Грей понял, к чему на самом деле стремился Кей Дач. Грей смертельно устал от этого мира, поэтому он проходит Линией грёз. В своём завещании он приказывает освободить Дача, снимает с него все обвинения и назначает своим преемником.
На Граале Шегал преследует Кея, Артура и Томми. В это время приходит сообщение об уходе императора, а также о том, что Кей Дач стал новым императором. Шегал вынужден освободить его и покинуть планету, так как привык подчиняться приказам. После этого Томми решает пройти Линией грёз в свой собственный мир, а Кей отправляется на встречу с богом, чтобы получить ответы на интересовавшие его вопросы, но, не встретив там никого, поворачивает назад.

## Создание и издания

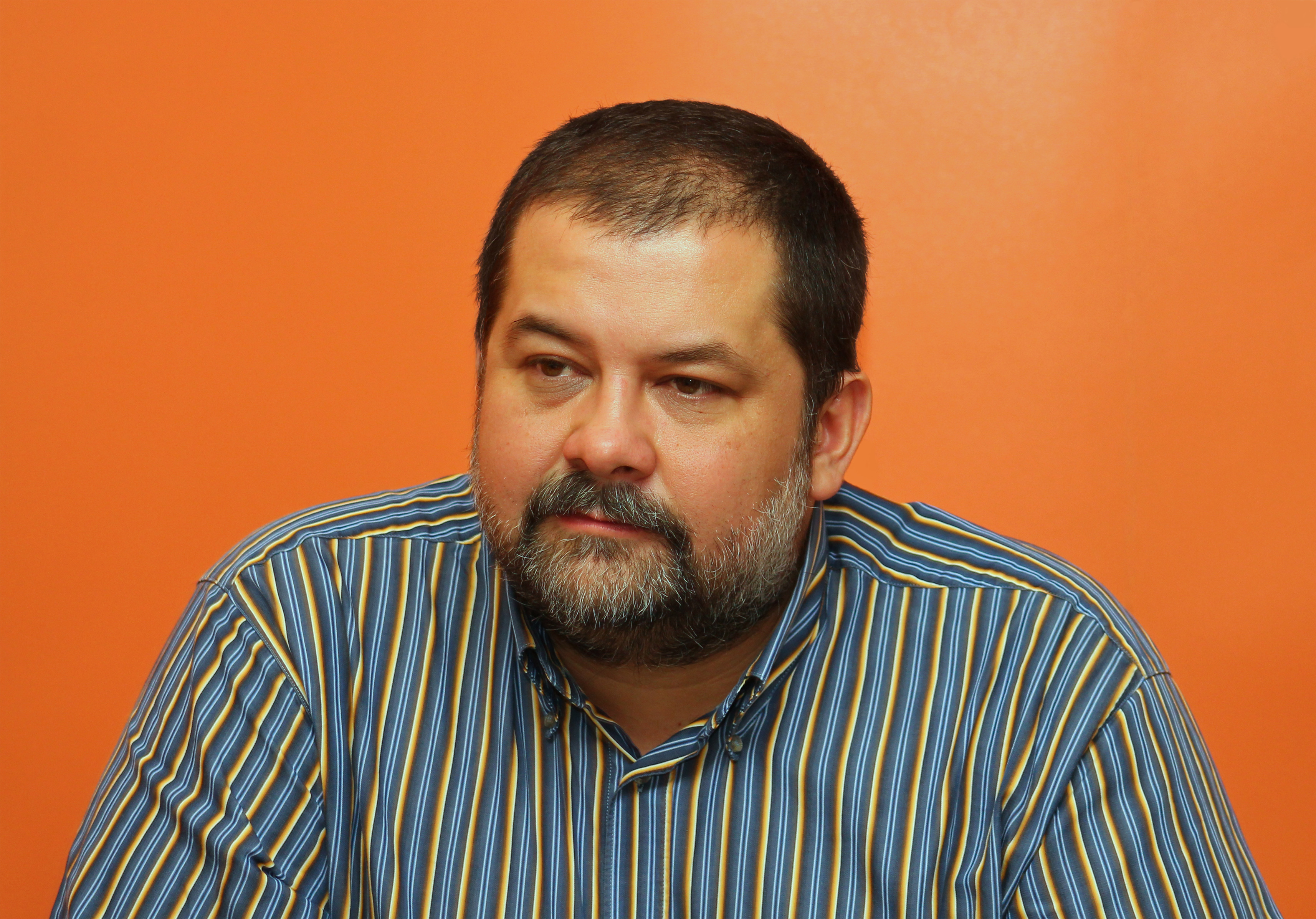
Сергей Лукьяненко

Во многом вселенная романа создана по мотивам популярной компьютерной игры в жанре пошаговой космической стратегии «Master of Orion», вышедшей в 1993 году. В период написания книги Лукьяненко с увлечением играл в эту игру — «жил в ней», по собственным словам. У писателя был творческий кризис, несколько месяцев не шла работа, а за игрой Лукьяненко представлял какие-то образы и сюжет. Мир «Master of Orion» был «ясен и правилен, прост и логичен», он «был полноценной жизнью — цинично упрощенной, и тем привлекательной». Попавший под влияние маниакальной идеи, Лукьяненко «сделал то единственное, что может сделать писатель» в подобном случае, — написал роман.
Роман «Императоры иллюзий» впервые был опубликован в 1996 году издательством «Локид» в серии «Современная российская фантастика» вместе с первым романом цикла — «Линия грёз». Тираж первого издания составил 16000 экземпляров. Впоследствии роман неоднократно переиздавался издательской группой «АСТ» как отдельно, так и вместе с другими произведениями цикла «Линия грёз», а также был переведён на польский, чешский и литовский языки. Суммарный тираж романа около 150000 экземпляров.
| Год  | Издательство                              | Место издания | Серия                             | Тираж         | Примечание | Источник |
| ---- | ----------------------------------------- | ------------- | --------------------------------- | ------------- | --- | -------- |
| 1996 | Локид                                     | Москва        | Современная российская фантастика | 16000         | Романы из цикла «Линия Грез». | [ 4 ]    |
| 1997 | Русич                                     | Смоленск      | Иные миры                         | 11000         | Второй роман дилогии «Линия Грез». Иллюстрация на обложке А. Аринушкина; внутренние иллюстрации Д. Гаврилова.                      | [ 6 ]    |
| 1998 | АСТ                                       | Москва        | Звездный лабиринт                 | 15000 + 10000 | Второй роман дилогии «Линия Грез» и повесть «Тени снов». Иллюстрация на обложке А. Дубовика; внутренние иллюстрации А. Мартыненко. | [ 7 ]    |
| 1999 | АСТ                                       | Москва        | Звездный лабиринт                 | 4000 + 53000  | Второй роман дилогии «Линия Грез» и повесть «Тени снов». Иллюстрация на обложке А. Дубовика; внутренние иллюстрации А. Мартыненко. | [ 8 ]    |
| 2002 | АСТ                                       | Москва        | Звездный лабиринт: коллекция      | 10000         | Два романа из цикла «Линия грез».                                                                                                  | [ 9 ]    |
| 2004 | АСТ, Люкс                                 | Москва        | Библиотека фантастики             | 5000          | Цикл «Линия Грез» в одном томе. | [ 10 ]   |
| 2004 | АСТ, Люкс                                 | Москва        | Библиотека мировой фантастики     | 3000          | Цикл «Линия Грез» в одном томе. | [ 11 ]   |
| 2006 | АСТ                                       | Москва        | Звездный лабиринт: коллекция      | 10000         | Два романа и повесть из цикла «Линия грез».                                                                                        | [ 12 ]   |
| 2007 | АСТ, АСТ Москва, Хранитель, Полиграфиздат | Москва        | Чёрная серия (танковая щель)      | 15000 + 5000  | Второй роман дилогии «Линия Грез» и повесть «Тени снов». Иллюстрация на обложке А. Дубовика.                                       | [ 13 ]   |
| 2014 | АСТ                                       | Москва        | Весь Сергей Лукьяненко            | 3000          | Трилогия «Линия Грез» в одном томе.                                                                                                | [ 14 ]   |

| Год  | Название              | Издательство | Место издания | Язык      | Переводчик             | Источник |
| ---- | --------------------- | ------------ | ------------- | --------- | ---------------------- | -------- |
| 2002 | Imperatorzy Iluzji    | Amber        | Варшава       | Польский  | Э. Скурская            | [ 15 ]   |
| 2002 | Iliuzijų imperatoriai | Eridanas     | Каунас        | Литовский | G. K. Ivanickas        | [ 16 ]   |
| 2008 | Vládcové iluzí        | Triton       | Прага         | Чешский   | П. Вайгель, Э. Бужкова | [ 17 ]   |

## Критика и оценки
Лаборатория Фантастики

 Goodreads

 LibraryThing
Рецензент журнала «Лавка фантастики» Алексей Караваев в «портрете Сергея Лукьяненко» отметил, что в романе «Императоры иллюзий» впервые «в полной мере проявилось такое свойство прозы Лукьяненко, как необычайная легкость чтения». По мнению Караваева, «лихой» сюжет книги успешно сочетается «с весьма выпуклыми героями и своеобразным миром».
Крис Акаяки в альманахе «Та сторона» отметил, что Лукьяненко, начинавший своё творчество «в рамках крапивинской традиции», в романе «Императоры иллюзий» уже избавился от параллелей с Владиславом Крапивиным. Тем не менее, он приводит мнение Виталия Каплана, который некоторые параллели усматривает. Частичная параллель, по мнению Акаяки, возникает только в образе главного героя — Кея Дача, который содержит в себе черты Корнелия Гласа из повести Крапивина «Гуси-гуси, га-га-га…» и Язона Дин Альта из романа «Неукротимая планета» Гарри Гаррисона. Кей проходит эволюцию от «эгоиста-одиночки» до «некой пародии на командора». Для завершения формирования Кея Дача к этим чертам добавляется ещё «образ бесстрашного хладнокровного убийцы».
В том же отзыве о творчестве Сергея Лукьяненко, Крис Акаяки назвал важной отличительной особенностью творчества писателя, проявившейся в романе, «крайнюю неоднозначность образов и ситуаций», которые по мнению критика «наполняет произведения Лукьяненко глубоким философским смыслом». Так, в «Императорах иллюзий» отсутствуют положительные герои «в привычном понимании этого понятия». Другая особенность, связанная с первой, — «исключительная жестокость» произведений писателя. Даже воспринимаемые положительными герои, такие как Кей, Артур и Томми, убивают и предают.
По мнению Олега Доброва, профессионально созданная остросюжетность относится к несомненным достоинствам произведения. Тем не менее, в рецензии в журнале «Если» он отмечает, что из-за использования в качестве основы игры, в композиции романа присутствует некоторая линейность, из-за чего он похож на «беллетризованное приложение к компьютерной игре». Также Добров обратил внимание на схожесть второго романа цикла с романом Алана Коула и Криса Банча «При дворе Вечного Императора», что тем не менее, по его мнению, «для читателя, вероятно, не помеха». В то же время, Дмитрий Байкалов в статье о писателе, опубликованной в журнале «Если», отмечает, что «совершенно самостоятельный сюжет» не позволяет назвать роман новеллизацией игры.

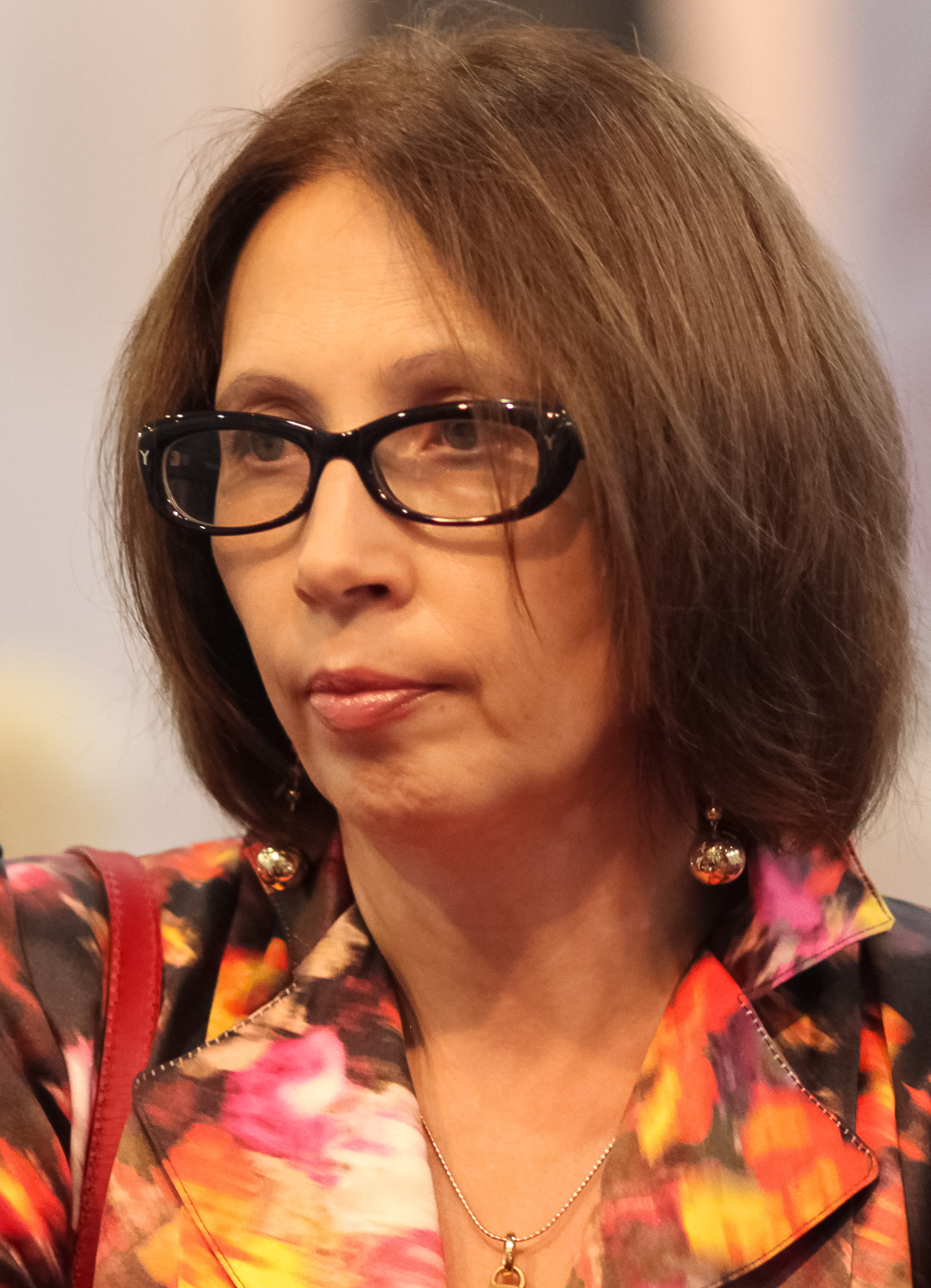
Ольга Славникова

Писательница Ольга Славникова отметила «грандиозные и безвкусные декорации» романа, а также «характерный для писателя мускулистый сюжет, ставящий мелодраму на службу холодному интеллекту». В то же время, по мнению Славниковой, в романе затронут достаточно глубокий вопрос: «что будет, если мир преобразуется согласно представлениям одной-единственной личности?» Лукьяненко в книге задумывается над последствиями благих намерений отдельной личности для окружающей действительности. Проблема «демиургического потенциала нашей психики» затрагивалась писателем и в других произведениях. Однако, в «Императорах иллюзий», по мнению Славниковой, интересным ходом является то, что творцом мира в романе оказался занимавший невысокую должность в имперских спецслужбах человек. Таким образом, Ольга Славникова делает вывод, что «полная предательств, интриг, звездных межрасовых войн» империя «притягательна и этически комфортна не только для правящих высших слоев, но и для обычных подданных, составляющих её строительный материал». По мнению Славниковой, «для писателя империя привлекательна тем, что позволяет получать героев готовыми, разложенными по ролям и, не вдаваясь в их рефлексии, строить энергичную фабулу. Как показывает пример Сергея Лукьяненко, имперская модель не только обнаруживается в сознании читателей при помощи свойственных фантастике интеллектуальных технологий, но и соответствует творческим нуждам этого вида литературы».
Публицист Влад Шиловский критично отозвался о романе, отметив что «марионеточная вселенная» служит одной цели — «пропихнуть вперед сюжет». По мнению Шиловского, расы и отношения между ними описаны весьма поверхностно, из-за чего страдает общая картина произведения. Почти все герои романа созданы только для драк, поэтому их характеры тоже прописаны поверхностно. Единственное исключение составляет главный герой — Кей Дач, для которого продуманы «хотя бы зачатки личности».
В 1997 году роман вместе с первым романом цикла «Линия грёз» номинировался на премии «Интерпресскон» и «Бронзовая Улитка» в номинации «Крупная форма»

## Адаптации
В интервью в 2006 году Лукьяненко признался, что хотел бы, чтобы в первую очередь экранизировали именно романы «Линия Грез» и «Императоры иллюзий».

### Аудиокнига
В 2006 году издательство «Аудиокнига», входящее в холдинг «Издательская группа АСТ», записало аудиокнигу по роману. Аудиокнига продолжительностью 10 часов 7 минут вышла на двух CD-дисках в серии «Наша фантастика». Запись представляет собой монолог с музыкальным сопровождением и звуковыми эффектами. Текст читает Дмитрий Бобров. Художественное оформление издания выполнено Александром Дубовиком.

### Компьютерная игра
В 2005 году компания «Deep Games» из Уфы начала работу над RPG/MMORPG по мотивам книг «Линия Грез» и «Императоры иллюзий». Игра с видом от третьего лица под рабочим названием «Императоры иллюзий» планировалась к выпуску весной следующего года. Разработчики обещали добавить все жанровые возможности, такие как развитие характеристик персонажа, зарабатывание опыта. Лукьяненко попробовал играть в демоверсию игры и отозвался о ней положительно. По словам Лукьяненко, игра полностью соответствует сюжету книги и содержит «все положенные эпизоды». Тем не менее у игроков оставалась возможность поступить по-своему, не повторяя поступки Кея Альтоса. Также были анонсированы «собственный движок, хорошая лицевая анимация, озвучка профессионалами». В продаже игра должна была появиться весной 2006 года. Однако, к январю 2007 года была представлена только демоверсия продолжительностью 15 секунд.